# Moniteau County
Moniteau County är ett administrativt område i delstaten Missouri, USA, med 15 607 invånare. Den administrativa huvudorten (county seat) är California. 

## Geografi
Enligt United States Census Bureau så har countyt en total area på 1 085 km². 1 079 km² av den arean är land och 6 km² är vatten.    

### Angränsande countyn
- Cooper County - nordväst
- Boone County - nordost
- Cole County - sydost
- Miller County - söder
- Morgan County - sydväst